# ソユーズTMA-05M
ソユーズTMA-05Mは、2012年7月15日にソユーズFGによって打ち上げられた国際宇宙ステーションへの飛行である。第32次長期滞在/
第33次長期滞在のクルー3名をISSに運搬する。

## 乗組員
- ユーリ・マレンチェンコ (5) -  ロシア RSA
- スニータ・ウィリアムズ (2) -  アメリカ合衆国 NASA
- 星出彰彦 (2) -  日本 JAXA